# Wilhelm von Wedekind
Wilhelm Georg Rudolf Freiherr von Wedekind (* 30. September 1830 in Darmstadt; † 23. April 1914 ebenda) war ein hessischer Politiker (NLP) und ehemaliger Abgeordneter der 2. Kammer der Landstände des Großherzogtums Hessen.

## Familie
Wilhelm von Wedekind war der Sohn des Forstmanns Georg Wilhelm Freiherr von Wedekind und seiner Frau Wilhelmina Margarethe, geborene (von) Schubert. Sein Großvater war der Arzt und Revolutionär Georg Christian Gottlieb Freiherr von Wedekind, sein Bruder der Landtagsabgeordnete Georg Freiherr von Wedekind. Er heiratete am 12. Oktober 1857 in Darmstadt die Tochter des hessischen Gelehrten und Politikers Johann Friedrich Knapp, Emma (Gertrude Christiane) (1830–1914). Seine Tochter Magdalena heiratete den späteren Landtagsabgeordneten Elisabetha Wilhelmine August Heidenreich. Wilhelm von Wedekind war evangelisch.

## Leben
Wilhelm von Wedekind war Besitzer des Gutes Hiltersklingen im Odenwald (heute zu Mossautal gehörig). Er war 1872 bis 1887 für den Wahlbezirk Starkenburg 1/Beerfelden-Hirschhorn-Wimpfen Mitglied des Landtags.